# Halina Suwała
Halina Suwała (ur. 13 grudnia 1926 w Kaliszu, zm. 14 marca 2016 w Warszawie) – polska romanistka, nauczycielka akademicka, działaczka opozycji w okresie PRL. Była autorką tłumaczeń prac Émile’a Zoli i opracowań dotyczących tego pisarza.

## Życiorys
W latach 1943–1944 studiowała na tajnym Wydziale Prawa Uniwersytetu Warszawskiego. Była żołnierzem Armii Krajowej, uczestniczyła jako sanitariuszka w powstaniu warszawskim. W 1946 ukończyła studia na Wydziale Prawa Uniwersytetu Poznańskiego, a w 1953 romanistykę na UW. Doktorat obroniła w 1962, w 1974 uzyskała stopień doktora habilitowanego. W latach 1953–1994 pracowała jako pracownik naukowy na Wydziale Humanistycznym Uniwersytetu Warszawskiego, specjalizowała się w zagadnieniach związanych z literaturoznawstwem francuskim.
Od 1976 współpracowała z Komitetem Obrony Robotników, brała udział w organizowaniu pomocy dla represjonowanych i ich rodzin. W 1980 wstąpiła do „Solidarności”, w trakcie I Krajowego Zjazdu Delegatów związku pracowała w jego biurze prasowym. Po wprowadzeniu stanu wojennego była od 13 grudnia 1981 do 29 kwietnia 1982 internowana w ośrodkach odosobnienia w Olszynce Grochowskiej, Jaworzu, Gołdapi, Darłówku. Prowadziła wówczas dla internowanych lekcje języka francuskiego. Wraz z innymi internowanymi pracownikami naukowymi (głównie z orientalistką Joanną Mantel-Niećko) wydała w 1991 Próbę sił, zbiór wspomnień z czasów stanu wojennego.
W latach 1982–1987 pracowała naukowo we Francji; początkowo jako stypendystka w Centre national de la recherche scientifique, następnie jako profesor literatury francuskiej w Montpellier. Na emeryturę przeszła w 1994.
W 2011, za wybitne zasługi w działalności na rzecz przemian demokratycznych w Polsce, za osiągnięcia w podejmowanej z pożytkiem dla kraju pracy zawodowej i społecznej, prezydent Bronisław Komorowski odznaczył ją Krzyżem Oficerskim Orderu Odrodzenia Polski. W 2012 otrzymała tytuł doktora honoris causa Université Paul-Valéry-Montpellier.
Została pochowana 22 marca 2016 w grobowcu rodzinnym na Starych Powązkach w Warszawie.

## Twórczość
Publikacje
- Halina Suwała, Emil Zola, Warszawa, 1968.
- Halina Suwała, Autour de Zola et du naturalisme, Paryż 1993.
- Janina Kulczycka-Saloni, Danuta Knysz-Rudzka, Halina Suwała (red.), Naturalisme et antinaturalisme dans les littératures européennes des XIXe et XXe siecles (Warszawa 1992).
- Danuta Knysz-Tomaszewska, Halina Suwała, Janusz Odrowąż-Pieniążek (red.), Paul Cazin diariste, épistolier, traducteur, Warszawa 1997.
- Danuta Knysz-Tomaszewska, Halina Suwała, Janusz Odrowąż-Pieniążek, Jerzy W. Borejsza (red.), Dole i niedole francuskiego polonisty. Paul Cazin (1881–1963). Szkice, Warszawa 1999.

Tłumaczenia
- Émile Zola, Pieniądz, Warszawa 1961.
- Paul Hazard, Myśl europejska XVIII wieku, Warszawa 1972.